# Iznate (kommunhuvudort)
Iznate är en kommunhuvudort i Spanien.   Den ligger i provinsen Provincia de Málaga och regionen Andalusien, i den södra delen av landet, 400 km söder om huvudstaden Madrid. Iznate ligger 165 meter över havet och antalet invånare är 826.
Terrängen runt Iznate är kuperad. Runt Iznate är det tätbefolkat, med 356 invånare per kvadratkilometer. Närmaste större samhälle är Vélez-Málaga, 7,2 km öster om Iznate. Trakten runt Iznate består till största delen av jordbruksmark.